# 不洁织纹螺
不洁织纹螺（学名：Nassarius spurcus），是新腹足目织纹螺科织纹螺属的一种。主要分布于中国大陆，常栖息在潮间带至水深20米。